# Rinaldo Corso
Rinaldo Macone Corso (* 15. Februar 1525 in Verona; † zwischen 1580 und 1582 in Strongoli) war ein italienischer Geistlicher, Gelehrter und Bischof von Strongoli.

## Leben

### Herkunft und frühe Jahre
Er war der Sohn des aus Correggio stammenden Condottiere Ercole Macone und dessen Ehefrau Margherita Merli. Geboren wurde er in Verona, wo sein Vater in den Diensten der Este stand. Den Beinamen Corso („der Korse“) verdankte er seinem Großvater Rinaldo Macone, der um 1460 aus Korsika kommend in die Emilia gelangt war. Nachdem sein Vater am 15. August 1526 bei der Belagerung von Cremona im Zuge der Italienischen Kriege gefallen war, kehrte die Mutter mit dem kleinen Jungen zurück nach Correggio. Im Jahr 1546 erlangte er in Bologna seinen akademischen Abschluss in Jurisprudenz und wurde Mitglied des neugegründeten Ritterordens der Cavalieri Lauretani.
Im selben Jahr nahm er teil an der von der Dichterin Veronica Gambara in Correggio begründeten Akademie. In jener Zeit heiratete er die Frau, die sein Leben zutiefst beeinflussen sollte: Lucrezia Lombardi, eine Nichte des Philosophen Giambattista Lombardi, der wiederum der Lehrer Antonio da Correggios war. Zur gleichen Zeit schrieb Rinaldo Macone sein erstes bedeutendes Werk Fondamenti del parlar thoscano („Grundlagen der toskanischen Sprache“), das 1549 in Venedig herausgegeben wurde. Als Veronica Gambara 1550 starb, verfasste Rinaldo Macone „Corso“ die lateinische Grabinschrift. 1554 schrieb er das kleine Werk Gli Honori della casa di Correggio, einen Oktavband mit einigen musikalischen Intermezzi, die er selbst komponiert hatte, und das zwei Jahre später in Ancona im Druck erschien. Als vielfältig Begabter versuchte er sich in Grammatik, Poesie, Musik, Theater, Ästhetik der Malerei, hauptsächlich aber in Jurisprudenz und Technik, so schrieb er einen Traktat über die Bewässerung in der Landwirtschaft, einen Ratgeber zu Katastern und Abwasser, eine Lebensgeschichte des hl. Quirinus (Stadtpatron von Correggio), einen Traktat über den Tanz, Übersetzungen Vergils, Biografien örtlicher Persönlichkeiten und vieles mehr.

### Berufliche Laufbahn
Er wurde zum Richter sowie zum Vorsteher des Notarenkollegiums von Correggio gewählt. 1555 beendete er ein weiteres Werk, das ihn berühmt machte, Delle private rappacificazioni („Über private Versöhnung“), ein Handbuch zu außergerichtlichen Vergleichen, das erste seiner Art. Darin untersucht Macone Corso die Gründe für einen Rechtsstreit und zeigt Wege zur gütlichen Einigung auf. Das Werk erfuhr zahlreiche Neuauflagen, darunter eine auf Latein, die auf Anordnung Papst Pius IV. erstellt wurde.
Im Jahr 1557 verließ ihn seine Ehefrau, die er daraufhin enterbte; und es traten für ihn Schwierigkeiten politischer Art auf, die aus der wankenden Position der Da-Correggio-Familie, der Signori von Correggio, entsprangen. Im Krieg zwischen der Heiligen Liga und dem Reich wurde Rinaldo beschuldigt, den „Seitenwechsel“ zweier Cousins des Grafen Girolamo auf die päpstliche Seite eingefädelt zu haben, dem entrann er durch die öffentliche Erklärung, er habe nichts mit dem Vorfall zu schaffen. Wenige Wochen später zerstörten päpstliche Truppen sein Anwesen vor den Toren Roms. Dennoch kehrte er 1558 in die Stadt zurück und wurde dort oberster Richter in Zivilsachen. Später wurde er Richter in Rossena und versöhnte sich mit seiner Frau. Als diese ihn einige Jahre später abermals – und diesmal endgültig – verließ, trat er in die Dienste des Kardinals Girolamo da Correggio. In Rom hatte er einige Affären, aus denen zwei Kinder entsprangen: Ercole, den er 1580 als legitimen Sohn anerkannte und der später sein Erbe wurde, und die Tochter Plautilla.

### Weiterer Lebensweg
Im Jahr 1567, als Rinaldo sich in Ancona aufhielt, wurde seine Ehefrau in Fabbrico ermordet. Er wurde der Anstiftung verdächtigt, doch bestritt er das mit dem Hinweis, auch der seinerzeitige Geliebte seiner Frau hätte ein Motiv gehabt. Da es keine Anhaltspunkte für ein Gerichtsverfahren, weder gegen den einen noch gegen den anderen gab, wurde der Mord an Lucrezia Lombardi nie aufgeklärt.
1568 setzte er sich in Schriften und Kontakten mit der lutherischen Reformation auseinander. Im selben Jahr erreichte seine Laufbahn neue Höhepunkte, er wurde Apostolischer Inquisitor, Konsultor der Inquisition und Referendar an den Gerichtshöfen der Apostolischen Signatur. Er wurde am 23. Juni 1576 von Papst Gregor XIII. zum Inquisitor in Malta bestellt. Ende Juni 1579 verließ er Malta und wurde am 3. August 1579 zum Bischof von Strongoli ernannt, dieses Amt bekleidete er bis zu seinem Tod.
Rinaldo Macone „Corso“ starb zwischen 1580 und 1582 an seinem Bischofssitz. Das genaue Datum seines Todes ist nicht bekannt, Hinweise ergeben sich nur aus notariellen Akten. Beigesetzt wurde er in der Sakristei der Kathedrale von Strongoli.

## Werke
- Dichiaratione sopra la Prima Parte delle Rime di Vittoria Colonna. (1542?)
- Dichiaratione sopra la Seconda Parte delle Rime della divina Vittoria Colonna. Bologna 1543
- Fondamenti del parlar thoscano. Venedig 1549
- Del modo di livellare le acque di Correggio e per irrigare le terre del Principato (verloren)
- Delle private Rappacificazioni. Correggio 1555
- Dialogo del ballo. Venedig 1555
- Tutte le rime della illustris. et eccellentiss. signora Vittoria Colonna Marchesana di Pescara, con la esposizione del signor Rinaldo Corso. Venedig 1558
- Panthia. Bologna 1560
- Le Pastorali canzoni di Vergilio. Ancona 1564
- Vita di Giberto terzo di Correggio detto il Difensore, colla vita di Veronica Gambara. Ancona 1566
- Gli Honori della casa di Correggio. Ancona 1566
- Indagationum Iuris libri tres. Venedig 1568
- Discorso a pittori, sopra l’honestà delle imagini (vor 1579)
- Declarationes et variae lectiones dissoltionesque ecc. 1585